# Asim Ferhatović Hase-stadion
Asim Ferhatović Hase-stadion är en idrottsarena i Sarajevo, hemmaplan för FK Sarajevo. Stadion hette tidigare Koševostadion. Namnet ändrades i juli 2004 efter en känd fotbollsspelare, Asim Ferhatović, efter hans död 1987.
Stadions kapacitet är 30 121.
Stadion öppnades 1947.
Stadion var värd för de Olympiska vinterspelen 1984. Den är en av två hemmaarenor för Bosnien och Hercegovinas herrlandslag i fotboll.

## Källhänvisningar
1. ↑  Zilić, Semir (17 april 2025). ”Da li znate koliko iznosi kapacitet stadiona Koševo?” (på bosniska). www.bordovremeplov.ba. https://www.bordovremeplov.ba/vijest/details?id=386. Läst 13 juni 2025.
2. ↑  "Bosnia and Herzegovina team profile". Uefa.com. Läst 3 september 2014. (engelska)